# Endrosa ramosa
Endrosa ramosa är en fjärilsart som beskrevs av Fabricius 1793. Endrosa ramosa ingår i släktet Endrosa och familjen björnspinnare. Inga underarter finns listade i Catalogue of Life.